# Rio Ponte Alta
Rio Ponte Alta är ett vattendrag i Brasilien.   Det ligger i delstaten Goiás, i den sydöstra delen av landet, 70 km söder om huvudstaden Brasília.
Omgivningarna runt Rio Ponte Alta är huvudsakligen savann. Runt Rio Ponte Alta är det ganska glesbefolkat, med 43 invånare per kvadratkilometer.